# Iglesia de San Dionisio (Joondanna)
La Iglesia de San Dionisio (en inglés: St Denis Church)  es una iglesia católica en la zona residencial de Perth de Joondanna, en el estado de Australia Occidental parte de Australia. El edificio fue diseñado por Ernest Rossen, y se inspira en la Capilla du Ronchamp. Fue construida en 1967 y consagrada en 1968.
La iglesia tiene un órgano de tubos. El instrumento fue construido originalmente en 1957 para la capilla de San Juan de Dios en el Hospital de Subiaco. Esa capilla fue demolida en 1994 y el órgano fue removido y reconstruido en este nuevo templo. Fue dañado durante una tormenta severa en 2010, pero posteriormente fue reparada.